# San Benedetto Po
San Benedetto Po ist eine italienische Gemeinde in der Provinz Mantua und der Lombardei und ist Mitglied der Vereinigung I borghi più belli d’Italia (Die schönsten Orte Italiens).

## Geographie
In San Benedetto Po wohnen 6683 Einwohner (Stand 31. Dezember 2023). Die Nachbarorte sind Bagnolo San Vito, Borgoforte, Moglia, Motteggiana, Pegognaga, Quistello und Sustinente.

## Sehenswürdigkeiten
- Das Kloster San Benedetto in Polirone

## Persönlichkeiten
- Ernesto Ruffini (1888–1967), römisch-katholischer Geistlicher, Erzbischof von Palermo 1945–1967